# A475 (Groot-Brittannië)
De A475 is een weg in het westen van Wales en verbindt de plaatsen Lampeter en Newcastle Emlyn met elkaar. De totale lengte van de weg is 30,4 kilometer.

## Route
De A475 begint op de rotonde in Lampeter waar ook de A482 wordt gekruist. De weg gaat daarna door het gehucht Pentre-Bach. Daarna gaat de weg door het dorp Llanwnnen, waar de weg wordt gekruist door de B4337. Dit gedeelte heeft een aantal stijgingen en dalingen, die zijn veroorzaakt door de rivier de Afon Teifi. Vervolgens gaat de weg door de dorpen Drefag, Ceredigion, Cwmsychbant en Rhydowen en wordt dan gekruist door de B4459. De A475 gaat verder naar Pren-Gwyn en wordt daar gekruist door de B4476. In Horeb wordt de A475 gekruist door de A486. Daarna gaat de A475 door de dorpen Penrhywllan, Aberbanc en Llandyfriog en bereikt in Adpar een rotonde waar de B4571 begint. Nadat de Afon Teifi in Newcastle Emlyn overbrugd is, eindigt de A475 bij de kruising met de A484.

## Geschiedenis
De weg was, toen hij werd aangelegd door de Cardiganshire Turnpike Trust in 1770, een tolweg. Er kunnen nog steeds een aantal kilometerpalen worden gezien. De tolpoorten waren gesitueerd in Lampeter en Adpar en werden vernietigd tijdens de Rebecca-opstand.
De originele A475 liep van Swansea naar Carmarthen. Toen de weg in 1935 werd hernummerd, kreeg de huidige weg het nummer A475.

## Veiligheid
Een beoordeling van de veiligheid van de weg werd gevraagd in 2013 na een ongeval op een stuk dat volgens een bestuurder een 'dodelijke val' is. De A475 werd in 2014 beoordeeld als een gemiddeld risico door de Road Safety Foundation; in 2011 werd deze weg nog beoordeeld als laag tot gemiddeld risico.